# Чемпионат мира по бегу по шоссе среди женщин 1991
Чемпионат мира по бегу по шоссе среди женщин 1991 года прошёл 13 октября в Ньивегейне (Нидерланды). На старт вышли 110 спортсменок из 32 стран мира. Были разыграны два комплекта медалей — на дистанции 15 км в личном и командном зачёте.
Чемпионат 1991 года стал девятым и заключительным в истории. Со следующего года ИААФ начала проводить чемпионат мира по полумарафону (бег на 21,0975 км), в котором стали участвовать как женщины, так и мужчины.

## Итоги соревнований
Каждая страна могла выставить до четырёх спортсменок. Сильнейшие сборные в командном первенстве определялись по сумме мест трёх лучших участниц.
Первые пять километров лидирующая группа из шести человек, возглавляемая действующей чемпионкой Юлией Негурэ и британкой Андреей Уоллес, преодолела в высоком темпе за 15 минут 58 секунд. На следующем отрезке скорость снизилась, но по-прежнему оставалась значительной (32.35 на отметке 10 км). В розыгрыше медалей участвовали пять спортсменок, которые выбежали вместе на заключительные 100 метров. В финишном спринте сильнее всех в второй год подряд оказалась Негурэ, всего секунду ей проиграла Уоллес, две секунды — немка Ута Пиппиг. За чертой призёров остались Надежда Ильина из СССР и Розанна Мунеротто из Италии.

## Призёры
Курсивом выделены участницы, чей результат не пошёл в зачёт команды
| Дисциплина      | Золото                                                                | Золото  | Серебро                                                                | Серебро | Бронза                                                                      | Бронза  |
| --------------- | --------------------------------------------------------------------- | ------- | ---------------------------------------------------------------------- | ------- | --------------------------------------------------------------------------- | ------- |
| 15 км           | Юлия Негурэ Румыния                                                   | 48.42   | Андреа Уоллес Великобритания                                           | 48.43   | Ута Пиппиг Германия                                                         | 48.44   |
| 15 км (команды) | Германия · Ута Пиппиг · Керстин Пресслер · Ирис Биба · Биргит Ершабек | 22 очка | Румыния · Юлия Негурэ · Джорджета Стате · Нуца Олару · Маргарета Флоря | 24 очка | СССР · Надежда Ильина · Марина Родченкова · Елена Вязова · Людмила Матвеева | 31 очко |